# سولفید تیتانیوم (II)
سولفید تیتانیوم(II) (به انگلیسی: Titanium(II) sulfide) با فرمول شیمیایی TiS یک ترکیب شیمیایی است. که جرم مولی آن 79.933 g/mol می‌باشد. شکل ظاهری این ترکیب، به صورت بلورهای شش‌گوشه قهوه‌ای است.